# Crooner
El término crooner proviene del verbo inglés to croon, que denota una forma de cantar suave y murmurante, sin proyectar la voz. Por ello, este término se aplica en general al cantante solista que explota estas características. En un sentido más restringido, un crooner sería un cantante masculino, generalmente, con tesitura de barítono del tipo de Frank Sinatra, Tony Bennett, Elvis Presley, Dean Martin o Bing Crosby, artista conocido precisamente como America's Crooner.

## Origen y decadencia

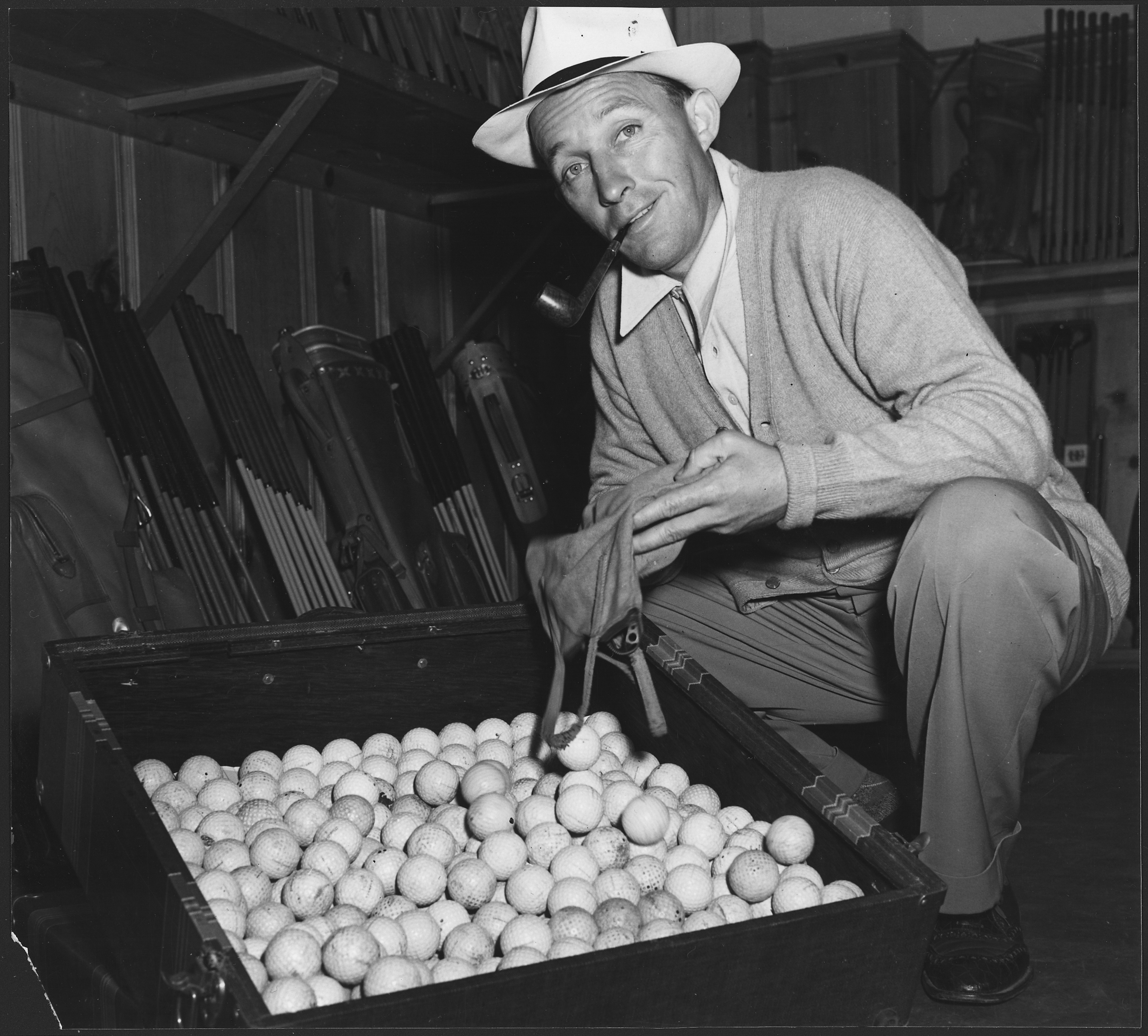
Bing Crosby.

El crooning tiene sus raíces en la radio comercial estadounidense de los años 1920 y 1930 y en el jazz vocal, aunque los crooners más célebres –como Frank Sinatra, Bing Crosby o Dean Martin– incorporaron otros estilos en su repertorio. 
Originalmente, el término se aplicaba de forma peyorativa, de modo que muchos cantantes considerados crooners renegaron del término. Este fue el caso de Frank Sinatra, quien nunca aceptó que él o Bing Crosby fuesen crooners. El crooning fue el estilo vocal dominante en la música popular de los Estados Unidos desde los años 1920 –coincidiendo con los inicios de la radio y las grabaciones musicales– hasta el advenimiento del rock'n'roll a comienzos de los años 1960. La popularidad de este estilo queda ejemplificada en el éxito del show radiofónico Kraft Music Hall, conducido por Bing Crosby y emitido entre 1935 y 1946, seguido cada semana por 50 millones de personas.
Después de 1954, la música popular en Estados Unidos estuvo dominada por otros géneros, especialmente el rock'n'roll. Fue entonces cuando el término crooning se adaptó a los nuevos tiempos mediante la etiqueta easy-listening, aplicada a cantantes como Perry Como o Matt Monro. Otros artistas de éxito, como Tony Bennett, Tom Jones, Engelbert Humperdinck y Al Martino, conservaron la denominación de crooners.[cita requerida]

## Crooners clásicos y actuales
Entre los crooners clásicos se pueden destacar, además de los mencionados anteriormente, a Al Bowlly, Nat King Cole, Andy Williams, Paul Anka, Sammy Davis Jr., Neil Sedaka, Bobby Darin o Del Shannon. Pese a ser llamado como el rey del rock and roll, el cantante Elvis Presley, con su amplia variedad de estilos interpretados a lo largo de su carrera, que incluyen blues, baladas, góspel y canzonettas italianas, entre otros, podría seguir considerándose un crooner. También podemos mencionar crooners en lengua española como Fernando Fernández Reyes, Sandro o Raphael. 
En la actualidad se puede considerar crooners a cantantes como Sam Smith, Nick Cave, Alex Turner, Robbie Williams, Rod Stewart, Harry Connick, Jr., David Bowie, Jens Lekman, Jean Sablon, Roger Cicero, Jamie Cullum, Michael Bublé.
Otros artistas de pop, como Scott Walker, Serge Gainsbourg o Lee Hazlewood, han sido influidos por los crooners clásicos. Algunos cantantes del mundo del rock que han sido considerados crooners son Leonard Cohen y, algo más tarde, Tom Waits y Nick Cave. Todos estos artistas unieron la idea de crooner a un concepto artístico mucho más iconoclasta y rompedor.
Más recientemente, otros cantantes, especialmente en el pop alternativo, también han recibido una gran influencia de los crooners. Este es el caso de Mark Lanegan de Screaming Trees, Chris Isaak, Jarvis Cocker de Pulp, Adam Green de Moldy Peaches, Neil Hannon de The Divine Comedy, Stuart Staples de Tindersticks, Richard Hawley, Jay-Jay Johanson, Mario Biondi o Matteo Brancaleoni.